# Gwiazdy typu widmowego B
Gwiazda typu widmowego B – olbrzymia, jasna, niebiesko-biała gwiazda, o temperaturze fotosfery w granicach 10 000 – 30 000 K.
Widma tych gwiazd charakteryzują się liniami absorpcyjnymi neutralnego i zjonizowanego helu i wodoru, szczególnie w chłodniejszym zakresie. Ciąg główny gwiazd typu B, takie jak Spica i Regulus, to gwiazdy o masie 3-30 mas Słońca i od 100 do 50 000 jaśniejsze od Słońca.
Gwiazdy klasy B są często znajdowane razem z typem O, w asocjacjach OB, ponieważ są masywne i nie żyją na tyle długo, by oddalić się od miejsca powstania. Nadolbrzymy typu B, takie jak Rigel, są 25 razy masywniejsze od Słońca i 250 000 razy jaśniejsze.